# Viscount Selby

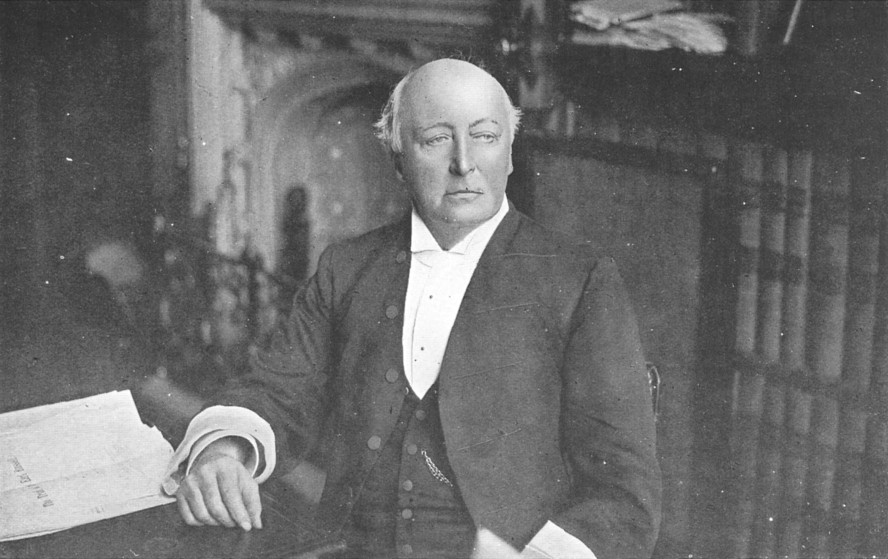
William Gully, 1. Viscount Selby

Viscount Selby, of the City of Carlisle, ist ein erblicher britischer Adelstitel in der Peerage of the United Kingdom.

## Verleihung
Der Titel wurde am 6. Juli 1905 an den liberalen Politiker William Gully verliehen. Dieser war zuvor Speaker des Unterhauses gewesen.

## Liste der Viscounts Selby (1905)
- William Court Gully, 1. Viscount Selby (1835–1909)
- James William Herschell Gully, 2. Viscount Selby (1867–1923)
- Thomas Sutton Evelyn Gully, 3. Viscount Selby (1911–1959)
- Michael Guy John Gully, 4. Viscount Selby (1942–1997)
- Edward Thomas William Gully, 5. Viscount Selby (1967–2001)
- Christopher Rolf Thomas Gully, 6. Viscount Selby (* 1993)

Titelerbe (Heir Presumptive) ist der Großonkel des aktuellen Titelinhabers Hon. Edward Gully (* 1945).